# Conrad Christoph Heinemann
Conrad Christoph Heinemann (auch: Konrad Christoph Heinemann; geboren 30. März 1647 in Oesselse; gestorben 2. Juni 1706 in Hannover) war ein deutscher evangelischer Geistlicher und Schulrektor. Der Name des auch „der donnernde Moses“ Bezeichneten wurde durch mehrfache Erwähnung im Briefwechsel des Universalgelehrten Gottfried Wilhelm Leibniz Teil des Weltdokumentenerbes der UNESCO.

## Leben
Conrad Christoph Heinemann kam kurz nach dem Ende des Dreißigjährigen Krieges als Sohn des in Oesselse im Fürstentum Hildesheim tätigen Predigers Johann Heinemann zur Welt. Er besuchte die Schulen in Hildesheim, Hannover und Wolfenbüttel und schrieb sich 1666 an der Universität Jena ein, an der er als Respondent zu den Themen Exhibitivis Enunciationibus, de angelis, de Christi praecursore Joanne baptista sowie de perseverantia sanctorum disputierte und an der er 1670 mit dem Titel als Magister schloss. Im Folgejahr 1671 wirkte er kurzzeitig als Konrektor am Martineum in Halberstadt und wechselte 1672 als Rektor nach Braunschweig an die dortige Katharinenschule.
1675 siedelte Heinemann nach Hannover über, wo er im selben Jahr die Stelle als Pastor an der Aegidienkirche antrat. Dort war er – als Nachfolger des Magisters Georg Münch – der 22. Prediger an der Aegidienkirche nach der Reformation Hannovers. Rund zwei Jahre später übernahm Heinemann 1677 das Amt des Pastors an der hannoverschen Marktkirche St. Georgii et Jacobi als Nachfolger von Hermann Erdmann.
Heinemann war ein Zeitgenosse des Universalgelehrten Gottfried Wilhelm Leibniz, der ebenfalls in der Residenzstadt des Herzogtums Braunschweig-Lüneburgs und später von Kurhannover wohnte und arbeitete. Als Gegner von Leibniz „hat zuerst der abgeschmackte Pastor Heinemann zu Hannover“ das Sprichwort „Leibnitz, Loevenir“ aufgebracht, was soviel bedeutete wie „Leibniz, der nichts glaubt.“

## Familie
Mit seiner Ehefrau Anna Dorothea Wideburg – Schwester der Helmstedter Professoren Heinrich Wideburg und Christoph Tobias Wideburg – wurde Heinemann Elter des am 5. Juni 1673 in Braunschweig geborenen und am 10. Februar 1693 im Haus von Heinrich Wideburg in Helmstedt am Fleckfieber verstorbenen „Jünglings“ Johannes Balthasar Heinemann. Seine Eltern ließen für ihren Sohn ein steinernes Grabdenkmal auf dem südlichen Kirchfriedhof von St. Stephani in Hildesheim setzen.

## Schriften
- Johann Christoph Hundeshagen, Conrad Christoph Heinemann, Johannes Maßwedel, Georgius Preussen, Johannes Ericus Pape, Georg. Goezius, Johann. Ern. Gerhardus, Georgius Gerh. Göding, Franciscus Meyer, Henricus Jacobi: Disputatio Academica De Exhibitivis Enunciationibus, Jenae: Krebsius, 1668
- Disputatio Theologica De Perseverantia Sanctorum. Quam In Illustri Salana Praeside Dn. Fridem. Bechmanno ... Publico Examini exponet M. Conrad. Christoph. Heinemann. Oesselia-Hildes. Autor Et Respondens, Ad d. IXbris. MDCLXX., Ienae: Typis Wertherianis, 1670; Digitalisat der Thüringer Universitäts- und Landesbibliothek

Zu Heinemanns mehr als 20 gedruckten Schriften gehören insbesondere Leichenpredigten.